# Fußballverband an der Unterweser
Der Fußballverband an der Unterweser (FadU) war ein lokaler Fußballverband für die an der Wesermündung gelegenen Ortschaften Lehe, Bremerhaven und Geestemünde und wurde am 10. August 1900 gegründet. Dem DFB trat er nicht bei, er löste sich im Januar 1902 wieder auf.

## Geschichte
Die Gründungsmitglieder waren FC Bremerhaven-Lehe 1899, SC an der Unterweser Geestemünde, FC Wesermündung Bremerhaven und SC Blitz Bremerhaven. Die erste Meisterschaft wurde in der Saison 1900/01 ausgetragen. In zwei Klassen nahmen vier Vereine mit ihren Ersten sowie Reservemannschaften an den Punktspielen teil. Da bereits Mitte Oktober 1900 zwei Vereine aus dem Verband austraten, wurde die Meisterschaft in der 2. Klasse abgebrochen und die beiden verbliebenen Reservemannschaften in die 1. Klasse eingereiht. Erster Meister an der Unterweser wurde der FC Bremerhaven-Lehe 1899. In der zweiten Saison 1901/02 nahmen nur zwei Vereine an den Punktspielen teil. Im Januar 1902 kam es zur Auflösung des Fußballverbandes an der Unterweser.

## Meister des Fußballverbandes an der Unterweser
- Saison 1900/01:
  - 1. Klasse: FC Bremerhaven-Lehe 1899
  - 2. Klasse: abgebrochen

- Saison 1901/02:
  - 1. Klasse: FC Bremerhaven-Lehe 1899